# Е-6 (космически апарат)
Е-6 е серия автоматични междупланетни станции за изследване на Луната. Разработени са от конструкторското бюро на Сергей Корольов ОКБ-1 през 1963 г., като основната задача е меко кацане на лунната повърхност. Автоматичната междупланетна станция се състои основно от спускаем модул с маса около 100 кг, отсек с апаратурата на системата за управление, за ориентация, радиосистемите и маневрените и спирачните двигатели. Общото тегло (след отделяне на ускорителния блок) е около 1583 кг. Спускаемият апарат се състои от херметичен приборен отсек (с телевизионната апаратура, радиовръзката, системи за електрозахранване и терморегулация), снабден е с амортисьори (балони за въздух), антени и др.
Полетът на апаратите Е-6 протича по следната схема:
- извеждане в ниска околоземна орбита с помощта на ракета-носител Молния, снабдена с ускорителен блок „Л“;
- стартиране двигателите на блок „Л“ и извеждане на траектория към Луната с ускоряване до Втора космическа скорост;
- по пътя към Луната полета се контролира и при необходимост се правят корекции на траекторията с помощта на маневрените двигатели;
- в последния етап на полета се прави забавяне на скоростта от 2600 m/s до няколко m/s и се осъществява меко кацане на повърхността на Луната. Масата на кацащия апарат може да е до около 500 кг.

## Стартове на базовия модел
От базовия модел са произведени 12 апарата, стартирали в следния ред:
| Космически апарат | Дата (UTC)               | Ракета-носител   | Име        | Номер по спътниковия каталог | NSSDC ID  | Резултат |
| ----------------- | ------------------------ | ---------------- | ---------- | ---------------------------- | --------- | --- |
| Е-6 № 1           | декември 1962            | –                | –          | –                            | –         | Тренажор за статични и динамични изследвания в лабораторни условия на Земята                                                            |
| Е-6 № 2           | 4 януари 1963 08:49      | Молния Т103-09   | Спутник-25 | NORAD ID 00522               | 1963-001В | Авария на 4-тата степен |
| Е-6 № 3           | 3 февруари 1963 09:29:14 | Молния G103-10   | Луна 1963Б | –                            | –         | Авария на ракетата-носител. |
| Е-6 № 4           | 2 април 1963 08:16:07    | Молния G103-11   | Луна 4     | NORAD ID 00566               | 1963-008В | Излиза на хелиоцентрична орбита |
| Е-6 № 6           | 21 март 1964 08:15:35    | Молния Т15000-20 | Луна 1964А | –                            | –         | Авария на ракетата-носител. |
| Е-6 № 5           | 20 април 1964 08:08:28   | Молния Т15000-21 | Луна 1964Б | –                            | –         | Авария на ракетата-носител. |
| Е-6 № 9           | 12 март 1965 09:25:31    | Молния G15000-24 | Космос 60  | NORAD ID 01246               | 1965-018А | Авария на 4-тата степен на ракетата-носител и не успява да излезе от орбитата на Земята. Изгаря 5 дни по-късно в атмосферата на Земята. |
| Е-6 № 8           | 10 април 1965 08:39:01   | Молния U15000-22 | Луна 1965А | –                            | –         | Авария на ракетата-носител. |
| Е-6 № 10          | 9 май 1965 07:49:37      | Молния U15000-24 | Луна 5     | NORAD ID 01366               | 1965-036А | Неуспешен опит за меко кацане. Сондата се удря в повърхността на Луната на 12 май 1965 г.                                               |
| Е-6 № 7           | 8 юни 1965 07:40:23      | Молния U15000-33 | Луна 6     | NORAD ID 01393               | 1965-044А | Неуспешна корекция на орбитата. Сондата преминава на 159613 km от Луната.                                                               |
| Е-6 № 11          | 4 октомври 1965 07:36:48 | Молния U15000-54 | Луна 7     | NORAD ID 01610               | 1965-077А | Неуспешен опит за меко кацане. Сондата се удря в повърхността на Луната на 7 октомври 1965 г.                                           |
| Е-6 № 12          | 3 декември 1965 10:46:14 | Молния U15000-48 | Луна 8     | NORAD ID 01810               | 1965-099А | Неуспешен опит за меко кацане. Сондата се удря в повърхността на Луната на 6 декември 1965 г.                                           |

На базата на платформата „Е-6“ са разработени няколко модификации:
- „Усилена версия за меко кацане на Луната“:

| Космически апарат  | Дата (UTC)                | Ракета-носител   | Име     | Номер по спътниковия каталог | NSSDC ID  | Резултат                                                  |
| ------------------ | ------------------------- | ---------------- | ------- | ---------------------------- | --------- | --------------------------------------------------------- |
| Е-6М № 1 (202, 13) | 31 януари 1966 11:41:37   | Молния U15000-49 | Луна 9  | NORAD ID 01954               | 1966-006А | Първо успешно меко кацане на Луната на 3 февруари 1966 г. |
| Е-6М № 2 (205)     | 21 декември 1966 10:17:08 | Молния N15000-55 | Луна 13 | NORAD ID 02626               | 1966-116А | Меко успешно кацане на Луната на 24 декември 1966 г.      |

- Версия „Спътник на Луната“:

| Космически апарат | Дата (UTC)            | Ракета-носител   | Име        | Номер по спътниковия каталог | NSSDC ID  | Резултат |
| ----------------- | --------------------- | ---------------- | ---------- | ---------------------------- | --------- | --- |
| Е-6С № 204        | 1 март 1966 11:03:49  | Молния U15000-50 | Космос 111 | NORAD ID 02093               | 1966-017А | Авария на ракетата-носител. Апаратът остава в орбита около Земята. Изгаря 2 дни по-късно в атмосферата на Земята. |
| Е-6С № 206        | 31 март 1966 10:46:59 | Молния N15000-51 | Луна 10    | NORAD ID 02126               | 1966-027А | Първи изкуствен спътник на Луната от 3 април 1966 г.                                                              |

- Версия „Фотографиране на Луната от орбита като изкуствен спътник“:

| Космически апарат | Дата (UTC)                | Ракета-носител   | Име     | Номер по спътниковия каталог | NSSDC ID  | Резултат                                           |
| ----------------- | ------------------------- | ---------------- | ------- | ---------------------------- | --------- | -------------------------------------------------- |
| Е-6ЛФ № 101       | 24 август 1966 08:03:21   | Молния N15000-52 | Луна 11 | NORAD ID 02406               | 1966-078А | Изкуствен спътник на Луната от 27 август 1966 г.   |
| Е-6ЛФ № 102       | 22 октомври 1966 08:42:26 | Молния N15000-53 | Луна 12 | NORAD ID 02508               | 1966-094А | Изкуствен спътник на Луната от 25 октомври 1966 г. |

- Версия „Тестване на навигационни системи за пилотиран полет до Луната от орбита като изкуствен спътник“:

| Космически апарат | Дата (UTC)               | Ракета-носител   | Име        | Номер по спътниковия каталог | NSSDC ID  | Резултат                                                                             |
| ----------------- | ------------------------ | ---------------- | ---------- | ---------------------------- | --------- | ------------------------------------------------------------------------------------ |
| Е-6ЛС № 111       | 16 май 1967 21:43:57     | Молния N15000-58 | Космос 159 | NORAD ID 02805               | 1966-046А | По-ранно изключване двигателите на блок „Л“ и апаратът не достига окололунна орбита. |
| Е-6ЛС № 112       | 7 февруари 1967 10:43:54 | Молния Я15000-57 | Луна 1968А | –                            | –         | Авария в 3-тата степен на ракетата-носител.                                          |
| Е-6ЛС № 113       | 7 април 1967 10:09:32    | Молния Я15000-58 | Луна 14    | NORAD ID 03178               | 1968-027А | Изкуствен спътник на Луната от 10 април 1968 г.                                      |